# Kanton Arthez-de-Béarn
Arthez-de-Béarn is een voormalig kanton van het Franse departement Pyrénées-Atlantiques. Het kanton maakte deel uit van het arrondissement Pau. Het werd opgeheven bij decreet van 25 februari 2014, met uitwerking op 22 maart 2015. Alle gemeenten werden opgenomen in het dan nieuw gevormde kanton Artix et Pays de Soubestre.

## Gemeenten
Het kanton Arthez-de-Béarn omvatte de volgende gemeenten:
- Argagnon
- Arnos
- Arthez-de-Béarn (hoofdplaats)
- Artix
- Boumourt
- Casteide-Cami
- Casteide-Candau
- Castillon
- Cescau
- Doazon
- Hagetaubin
- Labastide-Cézéracq
- Labastide-Monréjeau
- Labeyrie
- Lacadée
- Lacq (deels)
- Mesplède
- Saint-Médard
- Serres-Sainte-Marie
- Urdès
- Viellenave-d'Arthez